# John Gallagher (hockey sur glace)
Pour les articles homonymes, voir Gallagher.
John Gallagher (né le 19 janvier 1909 à Kenora au Canada — mort le 16 septembre 1981) est un joueur professionnel canadien de hockey sur glace qui évoluait au poste de défenseur.

## Biographie
Le 30 juillet 1930, Gallagher signe comme agent libre avec les Maple Leafs de Toronto. Cependant, les Maroons de Montréal réclament les droits sur le joueur, droits qui leur sont accordés par la Ligue nationale de hockey le 27 septembre 1930. Il dispute deux saisons avec les Maroons avant d'être échangé aux Red Wings de Détroit contre Reg Noble le 9 décembre 1932. Il termine la saison avec Détroit mais, victime d'un accident de voiture, il manque une grande partie de la saison suivante. Il est ensuite prêté aux Bulldogs de Windsor de la Ligue internationale de hockey mais ne peut jouer qu'au Canada, l'entrée aux États-Unis lui étant refusée. Il est ensuite vendu aux Americans de New York le 7 octobre 1936 mais fait le chemin inverse à peine deux mois plus tard et remporte la Coupe Stanley avec les Red Wings. Après une nouvelle transaction qui le renvoie chez les Americans un an plus tard, il termine sa carrière professionnelle en 1939.

## Statistiques
Pour les significations des abréviations, voir Statistiques du hockey sur glace.
| Saison     | Équipe                | Ligue      |     | Saison régulière | Saison régulière | Saison régulière | Saison régulière | Saison régulière |   | Séries éliminatoires | Séries éliminatoires | Séries éliminatoires | Séries éliminatoires | Séries éliminatoires |
| Saison     | Équipe                | Ligue      | PJ  | B                | A                | Pts              | Pun              | PJ               | B | A                    | Pts                  | Pun                  |                      |                      |
| 1925-1926  | Kenora Thistles       | TBSHL      | 16  | 4                | 3                | 7                | 12               |                  |   |                      |                      |                      |                      |                      |
| 1926-1927  | Kenora Thistles       | TBJHL      | 12  | 5                | 4                | 9                | 18               |                  |   |                      |                      |                      |                      |                      |
| 1927-1928  | Kenora Thistles       | TBJHL      |     |                  |                  |                  |                  |                  |   |                      |                      |                      |                      |                      |
| 1928-1929  | Kenora Thistles       | TBJHL      | 16  | 4                | 3                | 7                | 12               |                  |   |                      |                      |                      |                      |                      |
| 1929-1930  | Montreal AAA          | MCHL       | 10  | 3                | 0                | 3                | 25               | 2                | 0 | 0                    | 0                    | 0                    |                      |                      |
| 1929-1930  | Montreal CPR          | MCHL       |     |                  |                  |                  |                  |                  |   |                      |                      |                      |                      |                      |
| 1930-1931  | Maroons de Montréal   | LNH        | 35  | 4                | 2                | 6                | 35               | 2                | 0 | 0                    | 0                    | 0                    |                      |                      |
| 1931-1932  | Maroons de Montréal   | LNH        | 19  | 1                | 0                | 1                | 18               |                  |   |                      |                      |                      |                      |                      |
| 1931-1932  | Bulldogs de Windsor   | LIH        | 29  | 6                | 4                | 10               | 48               | 6                | 2 | 1                    | 3                    | 13                   |                      |                      |
| 1932-1933  | Maroons de Montréal   | LNH        | 6   | 1                | 0                | 1                | 0                |                  |   |                      |                      |                      |                      |                      |
| 1932-1933  | Red Wings de Détroit  | LNH        | 35  | 3                | 6                | 9                | 48               | 4                | 1 | 1                    | 2                    | 4                    |                      |                      |
| 1932-1933  | Olympics de Détroit   | LIH        | 3   | 0                | 0                | 0                | 0                |                  |   |                      |                      |                      |                      |                      |
| 1933-1934  | Red Wings de Détroit  | LNH        | 1   | 0                | 0                | 0                | 0                |                  |   |                      |                      |                      |                      |                      |
| 1934-1935  | Bulldogs de Windsor   | LIH        | 26  | 3                | 5                | 8                | 8                |                  |   |                      |                      |                      |                      |                      |
| 1935-1936  | Olympics de Détroit   | LIH        | 44  | 4                | 3                | 7                | 40               | 6                | 3 | 0                    | 3                    | 2                    |                      |                      |
| 1936-1937  | Americans de New York | LNH        | 9   | 0                | 0                | 0                | 8                |                  |   |                      |                      |                      |                      |                      |
| 1936-1937  | Hornets de Pittsburgh | IAHL       | 31  | 6                | 7                | 13               | 22               | 5                | 0 | 0                    | 0                    | 0                    |                      |                      |
| 1936-1937  | Red Wings de Détroit  | LNH        | 11  | 1                | 0                | 1                | 4                | 10               | 1 | 0                    | 1                    | 17                   |                      |                      |
| 1937-1938  | Americans de New York | LNH        | 46  | 3                | 6                | 9                | 18               | 6                | 0 | 2                    | 2                    | 6                    |                      |                      |
| 1938-1939  | Americans de New York | LNH        | 43  | 1                | 5                | 6                | 22               | 2                | 0 | 0                    | 0                    | 0                    |                      |                      |
| Totaux LNH | Totaux LNH            | Totaux LNH | 205 | 14               | 19               | 33               | 153              | 24               | 2 | 3                    | 5                    | 27                   |                      |                      |